# ラウンデル

イギリス空軍の国籍マーク

著作権を示すサイン（著作権マーク）

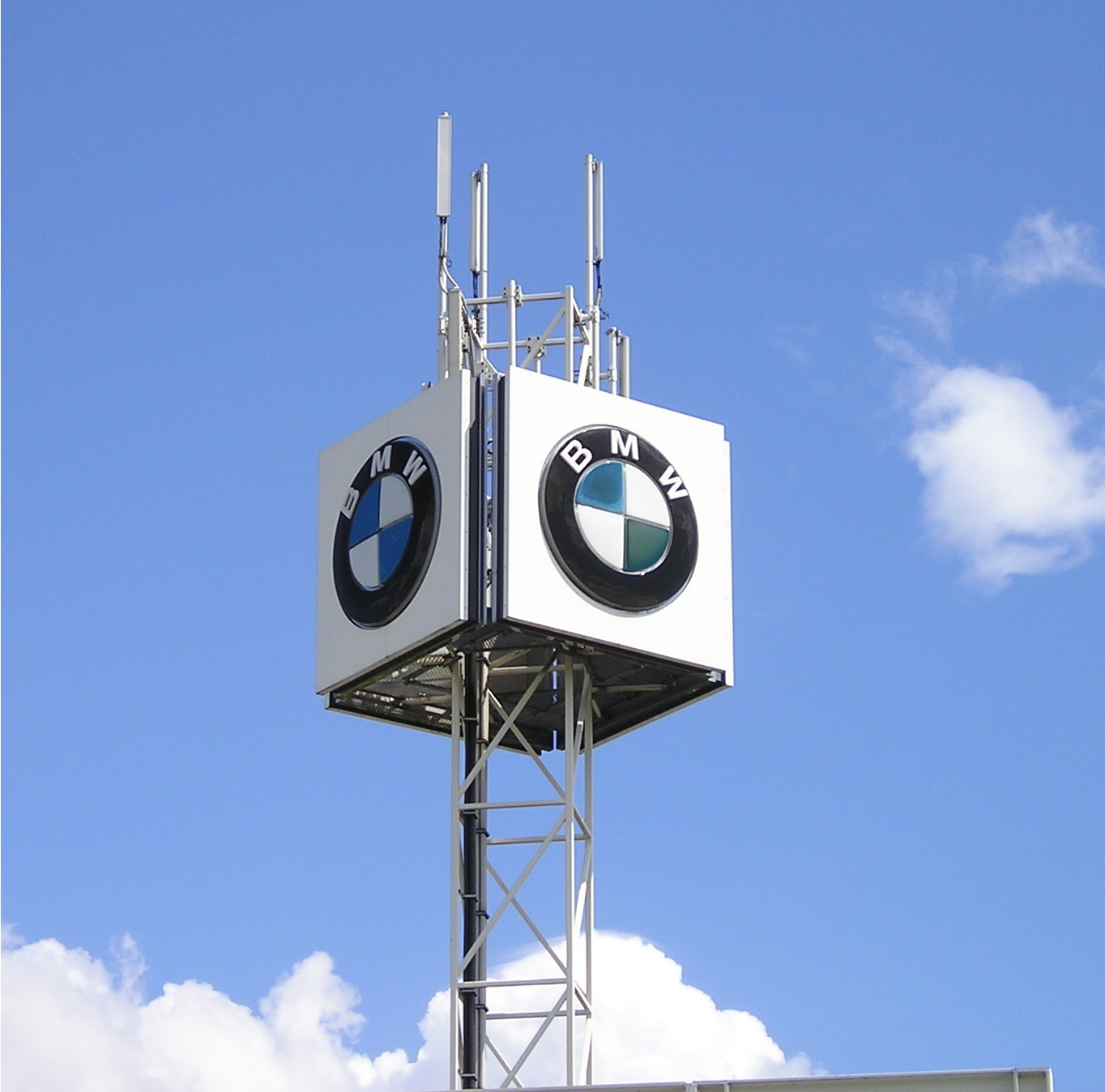
ドイツの自動車会社 BMWの旧ロゴマークを掲げた看板

ラウンデル（英: roundel）は、円を基調としたロゴタイプやシンボルのこと。日本語では（とくにイギリス空軍のものを指して）蛇の目と通称されることもある軍用機の国籍マークに代表されるほか、ロンドン地下鉄などにも採用されている。
軍用機において最初にラウンデルを使用したのは、第一次世界大戦中のフランス軍によるものである。それは、フランスの国旗を円形に変形させたものであった。イギリス連邦諸国の空軍においては、イギリス空軍のラウンデルの中心部を変更したラウンデルが国籍マークとして使用されている。

## 円を基調にしたロゴを用いている企業・団体等

### 日本
- 武田薬品工業
- 日本通運
- 日産自動車
- トヨタ自動車
- 阪神タイガース
- 日本工業規格(JIS)
- その他、多数の地方自治体の記章（都道府県章・市町村章）にも円形パターンが用いられている。
  - 都道府県章では福島県、茨城県、新潟県、福井県、長野県、岐阜県、愛知県、奈良県、山口県、高知県、鹿児島県、沖縄県。

### 日本国外
- BMW
- メルセデス・ベンツ
- フォルクスワーゲン
- アルファロメオ
- 比亜迪(BYD)/比亜迪汽車（一般車部門では廃止）